# Seznam tramvajových obratišť v Plzni
Seznam tramvajových obratišť v Plzni zahrnuje tramvajová obratiště nacházející se ve městě Plzeň.

## Provozní smyčky

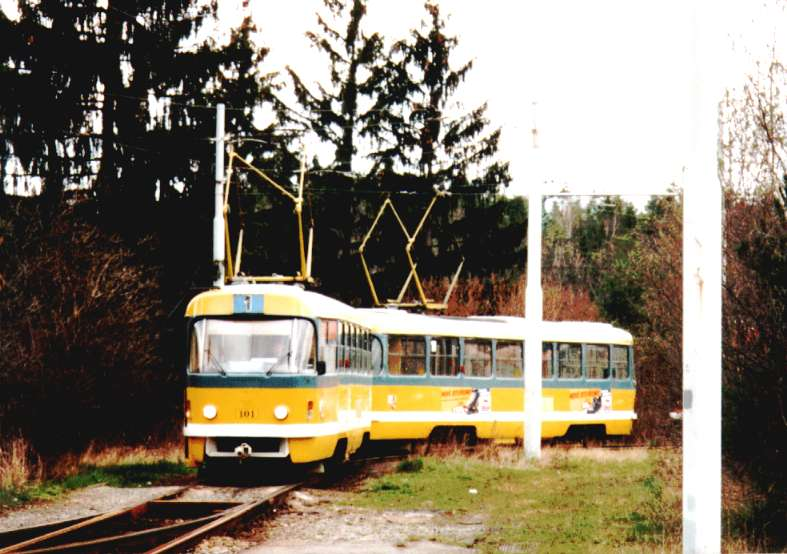
Obratiště Bolevec

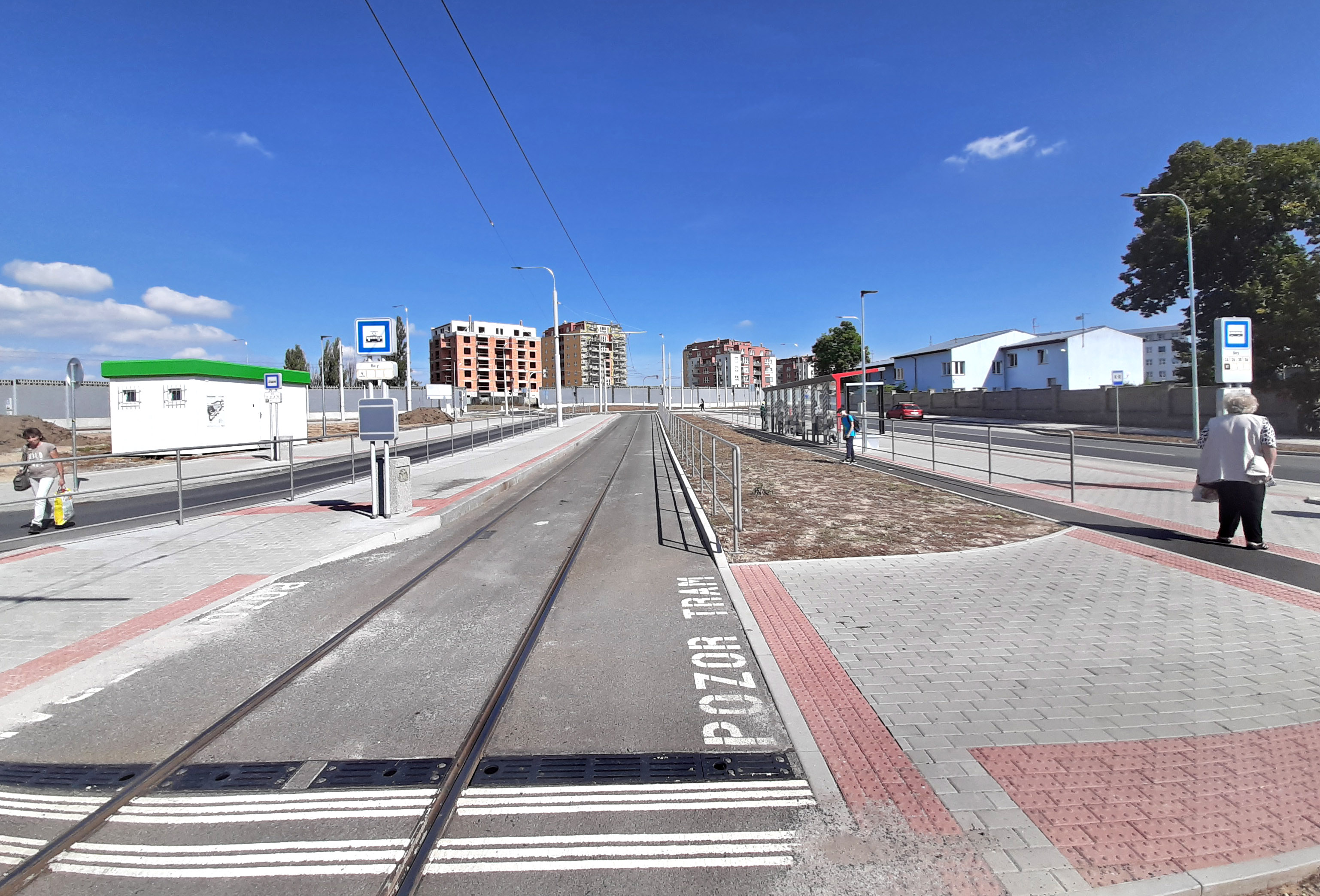
Nové obratiště Bory

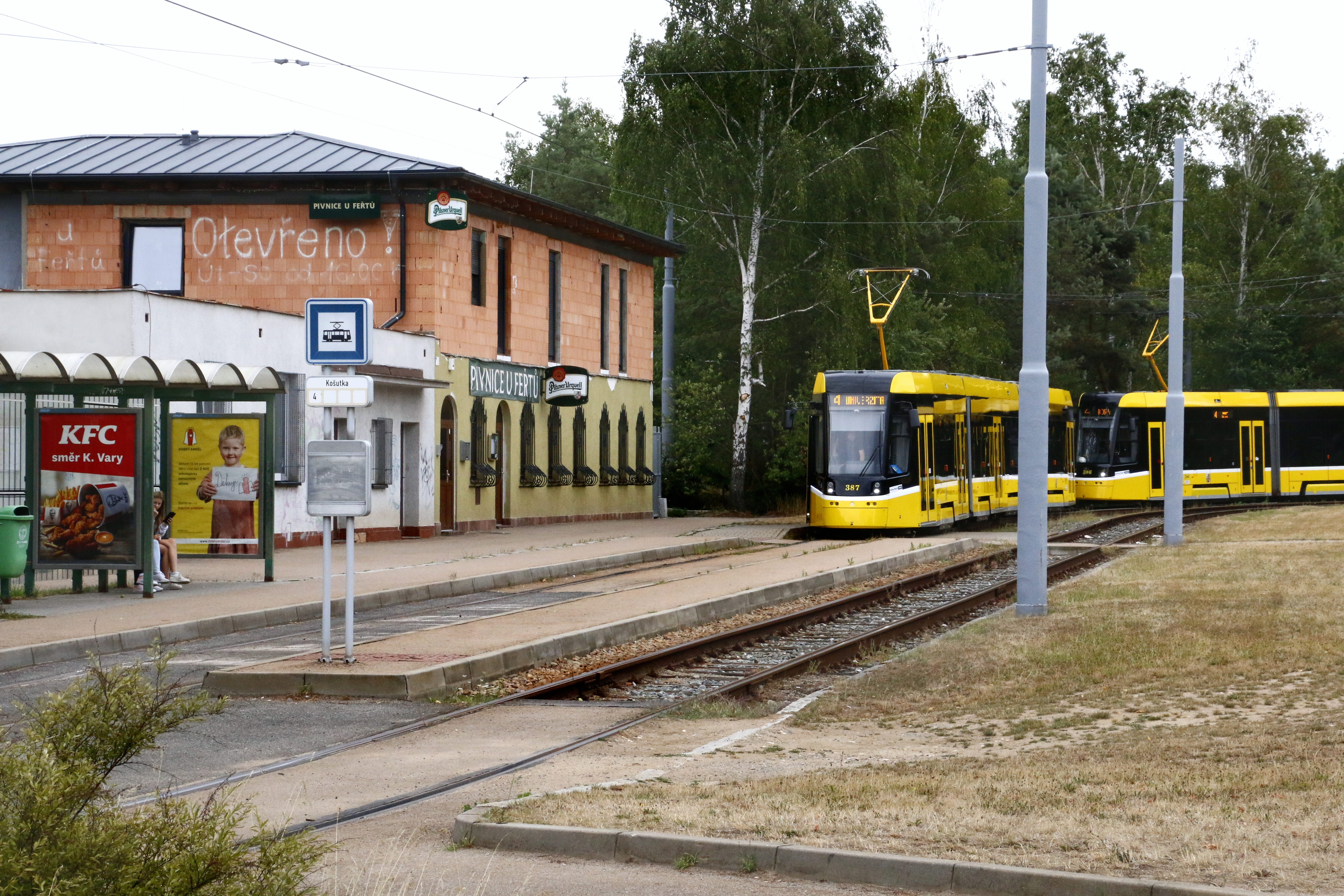
Obratiště Košutka

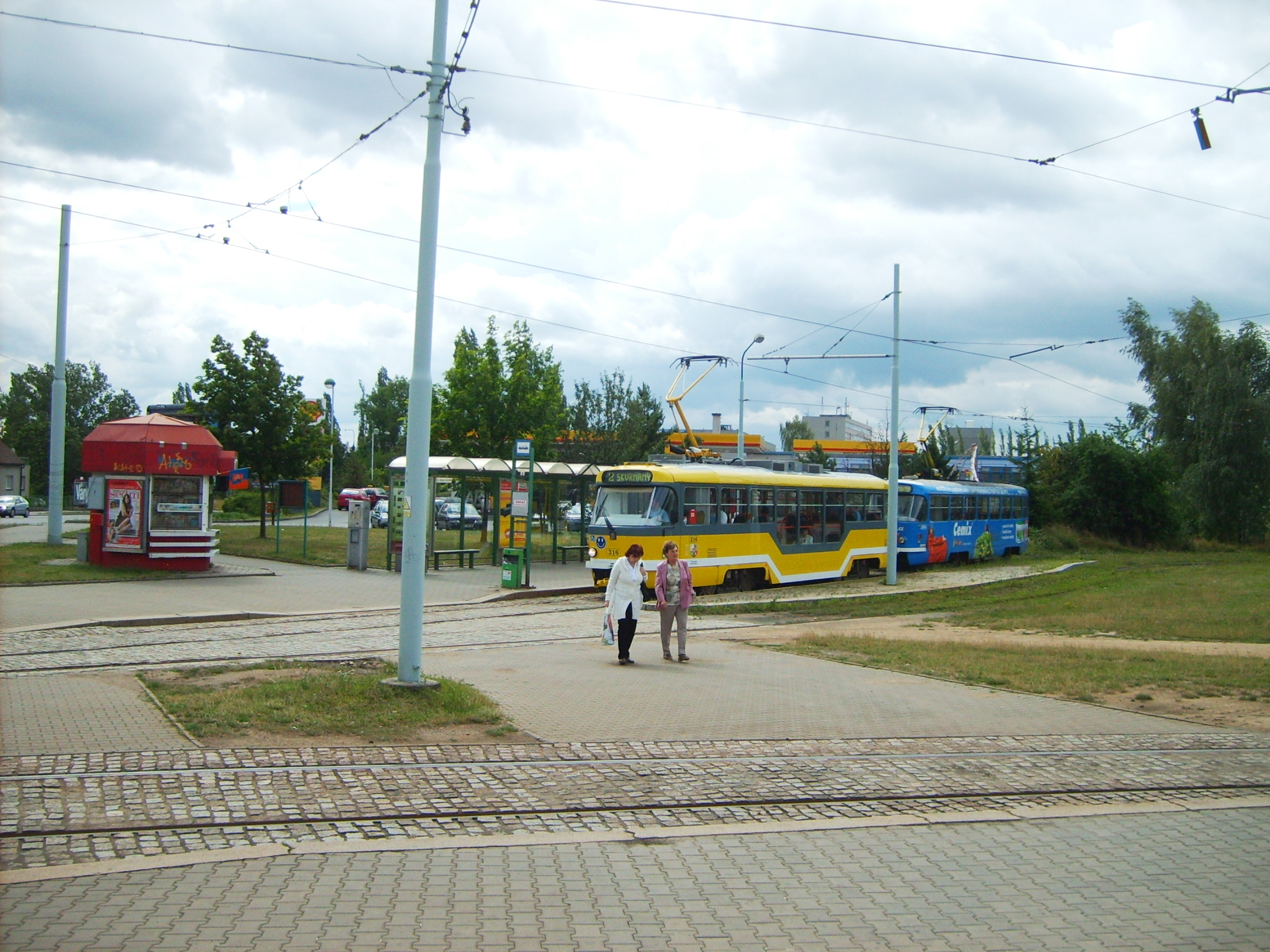
Obratiště Světovar

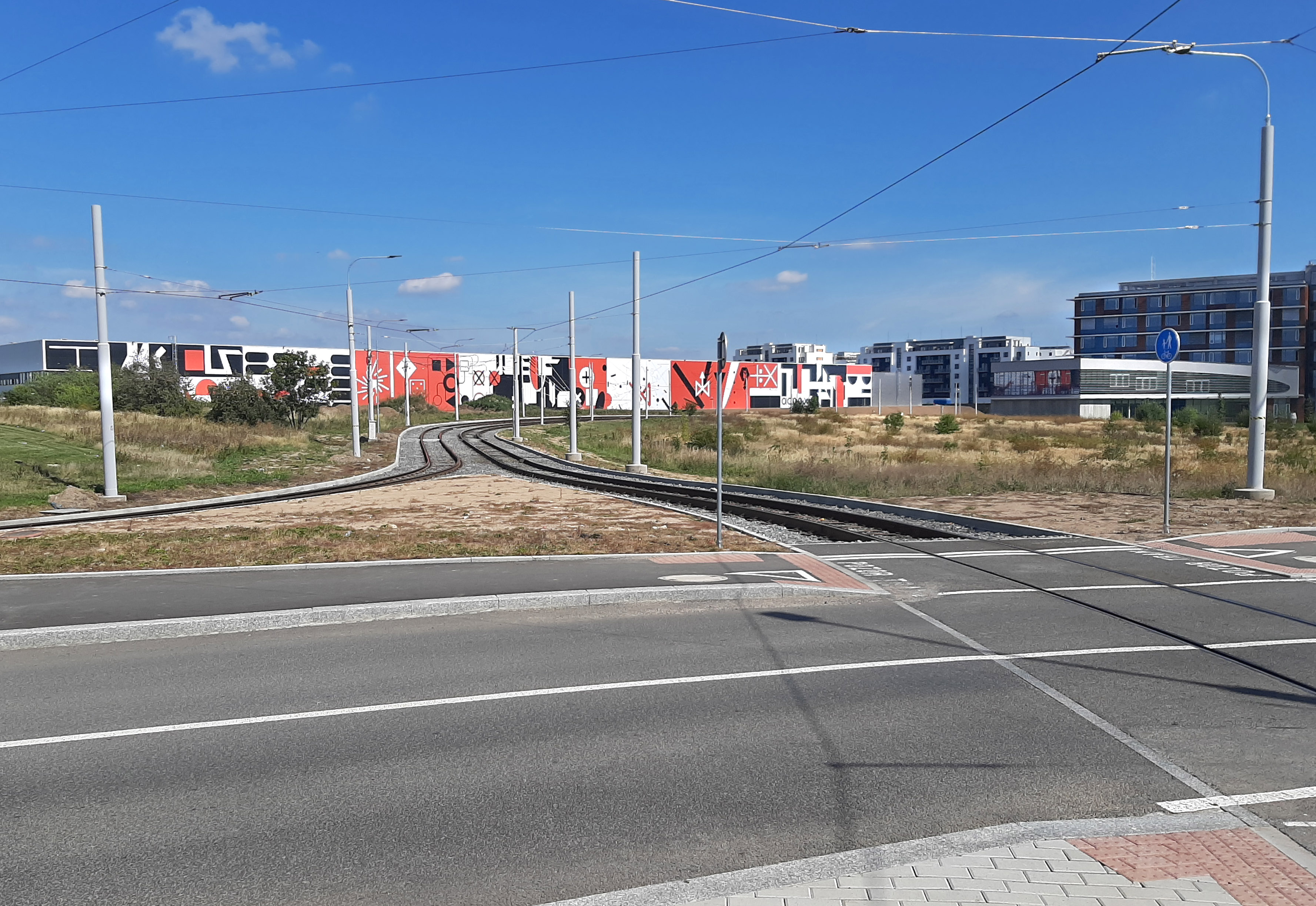
Smyčka Univerzita

- smyčka Bolevec
Končí zde linka číslo 1. Nachází se na severním okraji Bolevce, v ulici Plaská, poblíž autobusové smyčky. Mezi léty 1990–2000 byla konečnou i pro posilový spoj číslo 5 vedoucí do smyčky Malesické v Předních Skvrňanech.[1]
- smyčka Bory
Nácestná smyčka v Borech, u křižovatky Dobřanské a Kaplířovy ulice, s přestupním autobusovým terminálem na regionální autobusové linky. Končí zde většina spojů linky 4.[2]
- smyčka Košutka
Končí zde linka číslo 4. Nachází se na severním okraji Bolevce, v ulici Gerská.
- smyčka Malesická
Nácestná smyčka na trati do Skvrňan. Mezi léty 1990–2000 byla konečnou pro linku číslo 3 vedoucí z Košutky a posilový spoj číslo 5 na Bolevec.[1]
- smyčka Mikulášské náměstí
Bloková smyčka, která využívá tratě v ulicích Slovanská, Sladkovského a Radyňská na Východním Předměstí. Využívá se zejména při výlukách na tratích linek číslo 1 a 2.[3] Pokud by byla v budoucnu rozšířena plzeňská tramvajová síť o trať na Vinice, je ve hře využít tuto smyčku jako konečnou stanici pro nově vzniklou linku.[1]
- smyčka Mozartova
Nácestná manipulační smyčka na trati do Bolevce. Nachází se na jižním okraji Bolevce v ulici Mozartově a využívána je především při výlukách na trati linky číslo 1.[4] V minulosti nesla název Frunzeho a byla do roku 1990 konečnou pro linku číslo 3 vedoucí ze Skrvňan, jejíž trasa byla však později přesunuta na košuteckou trať.[1]
- smyčka Skvrňany
Končí zde linka číslo 2. Nachází se na západním okraji skvrňanského sídliště, ve Vojanově ulici.
- smyčka Slovany
Končí zde linka číslo 1. Nachází se na náměstí Milady Horákové na Východním Předměstí, vychází odtud manipulační trať Slovanskou alejí do vozovny Slovany. Je zde také autobusová a trolejbusová smyčka.
- smyčka Světovar
Končí zde linka číslo 2. Nachází se na Východním Předměstí u bývalého areálu pivovaru Světovar, v Koterovské ulici. Před smyčkou se z trati odpojuje manipulační trať do vozovny Slovany.
- smyčka U Synagogy
Bloková smyčka využívající manipulační trať ulicí Palackého u přestupního uzlu Sady Pětatřicátníků, jenž je využívána zejména při výlukách.[5]
- smyčka U Zvonu
Nácestná smyčka se nachází na větvení dvojkolejné trati z Východního Předměstí na jednosměrné jednokolejné úseky na východním okraji centra města. Slouží k odstavení vozů zejm. během speciálních jízd historickými tramvajemi.[6] Na volném prostranství uprostřed smyčky měla vyrůst nová budova Západočeské galerie. Z plánu se však ustoupilo a padlo rozhodnutí pro využití chátrajících bývalých městských lázní.[7]

- smyčka Univerzita
Končí zde linka č. 4. Nachází se na okraji průmyslové zóny Borská pole, poblíž kampusu Západočeské univerzity. Otevřena byla slavnostně 16. prosince 2019, společně s novým prodloužením tramvajové tratě na Borská pole.[8]

## Zrušená obratiště
- smyčka Bory
Končila zde linka číslo 4, jenž dnes končí ve stejnojmenné smyčce přesunuté na křižovatku Kaplířovy a Dobřanské ulice. Nacházela se v Borech, v Klatovské třídě, na okraji Borského parku, poblíž autobusové smyčky, která je dnes přejmenována na Borský park. Ke konci jara 2023 by na místě měla vzniknout reprezentativní brána do Borského parku, kterou bude tvořit jednoetážový pavilon se zelenou střechou, v němž vznikne kavárna s půjčovnou kol a veřejnými toaletami.[9]
- obratiště Plovárna
Jednalo se o úvraťové obratiště prodloužené úseku bývalé doudlevecké jednokolejné tramvajové trati, jež bylo uvedeno do provozu roku 1910.[10]
- obratiště Plynárna
Úvraťové obratiště Plynárna byla konečnou zastávkou již neexistující linky A na doudlevecké tramvajové trati[11], jež nebyla dostatečně vytížená, a proto byla roku 1949 definitivně zrušena.[10] Nacházelo se přímo naproti Fodermayerova pavilonu.[12]